# Авдєєв Олександр Дмитрович
Олександр Дмитрович Авдєєв (1887, Челябінський повіт Оренбурзької губернії, тепер Челябінська область, Російська Федерація — 1947, місто Москва, тепер Російська Федерація) — радянський діяч, голова Організаційного бюро РКП(б) по Киргизькому (Казакському) краю, народний комісар праці та робітничо-селянської інспекції Киргизької (Казакської) АРСР. Член Центральної контрольної комісії РКП(б) у 1924—1925 роках. Делегат I-го (Установчого) з'їзду Рад Казахстану (1920). Член ЦВК Казакської АРСР.

## Життєпис
Народився в родині старателя. Працював каталем, погоничем, молотобійцем, кочегаром, слюсарем, машиністом на заводах Уралу.
Брав участь у революційному русі в містах Західного Сибіру та Уралу, учасник першої російської революції 1905 року. Член Партії соціалістів-революціонерів (есерів) та її бойових дружин на Уралі в 1905—1912 роках. Деякий час перебував у в'язниці.
З 1905 по 1916 рік — робітник-слюсар суконної фабрики братів Злоказових у місті Єкатеринбурзі. 
Член РСДРП з 1912 року.
У 1916 році працював на снарядному заводі в Єкатеринбурзі. З 1917 року — голова комітету профспілки фабрики братів Злоказових; командир загону Червоної гвардії фабрики братів Злоказових у Єкатеринбурзі, учасник Жовтневого перевороту 1917 року. Член військової секції Єкатеринбурзького міського комітету РСДРП(б).
У 1917—1918 роках — член виконавчого комітету рад робітничих, селянських та солдатських депутатів Уралу; член Єкатеринбурзької міської ради; помічник комісара із охорони колишнього імператора Миколи ІІ Романова в місті Тобольську. З 30 квітня по 4 липня 1918 року — тимчасовий комендант «Будинку особливого призначення» (будинку Іпатьєва) в місті Єкатеринбурзі. 4 липня 1918 року заарештований разом із помічниками за обвинуваченням «у систематичному пияцтві та неодноразовому розкраданні царських речей з комор Іпатіївського будинку», звільнений з посади коменданта і відправлений на фронт.
З 1918 року — в Червоній армії, учасник громадянської війни в Росії. У липні 1918 року на чолі червоногвардійського загону брав участь у битві з підрозділами Чехословацького корпусу за станцію Киштим. Потім був військовим комісаром бригади. 18 грудня 1918 — 6 лютого 1919 року та 18 лютого — 3 травня 1919 року — військовий комісар 10-ї стрілецької дивізії на Уралі. 8 травня 1919 — 12 березня 1920 року — військовий комісар 2-ї стрілецької дивізії на Східному та Західному фронтах.
У березні — жовтні 1920 року — член Киргизького революційного комітету. Одночасно в квітні—травні 1920 року — голова Організаційного бюро РКП(б) по Киргизькому (Казакському) краю, потім — член Киргизького (Казакського) обласного бюро РКП(б).
У 1920 році — член президії, т.в.о. голови Ради народного господарства Киргизького (Казакського) краю, голова Комітету із трудової повинності Киргизької (Казакської) АРСР.
У 1920—1922 роках — військовий комісар Киргизького (Казакського) краю та голова Військової комісії при Киргизькому (Казакському) ЦВК, член Військових рад Уральського та Оренбурзько-Тургайського укріплених районів РСЧА.
З жовтня 1921 по 1922 рік — завідувач організаційно-інструкторського відділу Киргизького (Казакського) обласного комітету РКП(б).
У 1922—1923 роках — відповідальний інструктор ЦК РКП(б) у Москві.
У 1923—1925 роках — голова Киргизької (Казакської) обласної контрольної комісії РКП(б). Одночасно з грудня 1923 по лютий 1924 року — народний комісар праці Киргизької (Казакської) АРСР. З лютого 1924 по 1925 рік — народний комісар робітничо-селянської інспекції Киргизької (Казакської) АРСР.
З 1925 по 1930 рік працював відповідальним інструктором ЦК ВКП(б) та в апараті Центральної контрольної комісії ВКП(б).
У 1930—1932 роках — член колегії Народного комісаріату соціального забезпечення РРФСР.
У 1932—1936 роках — начальник Управління навчальних закладів Народного комісаріату землеробства РРФСР.
З 1936 року — заступник директора Сільськогосподарської академії імені Тимірязєва із політичної частини.
Потім — персональний пенсіонер.
Помер у 1947 році в Москві.

## Нагороди
- орден Червоного Прапора (1920)